# André Hercule de Fleury
André-Hercule de Fleury [andré erkyl d'flöry] (6. června 1653, Lodève – 10. ledna 1743, Issy-les-Moulineaux) byl francouzský římskokatolický duchovní, 72. biskup z Fréjus, kardinál a první ministr Francie za vlády Ludvíka XV.

## Život
André-Hercule se narodil v Lodève na jihu tehdejšího Francouzského království. Byl poslán k Jezuitům na vzdělání do Paříže, kde studoval filosofii a teologii a následně se stal knězem.
Díky vlivu kardinála Bonziho se stal almužníkem Marie Terezy, manželky krále Ludvíka XIV., po její smrti přímo u něj. Roku 1698 je jmenován biskupem ve Fréjus, nicméně sedmnáct let v provinční diecézi jej donutilo poohlédnout se po dvorském úřadu, zejména kvůli lepšímu zajištění.
V roce 1715, několik dní před smrtí Ludvíka XIV. se stal vychovatelem jeho pravnuka, budoucího krále Ludvíka XV. Získal si jeho náklonnost a poté, co skončila doba regentství a Ludvík XV. se dostal k moci, navrhuje Fleury jako prvního ministra Ludvíka Jindřicha, vévodu Bourbonského.
Dne 11. září 1726 přišlo de Fleurymu jmenování kardinálem papežem Benediktem XIII., v témže roce se stal prvním ministrem Francie. Tuto funkci zastával až do své smrti.